# سیلویو برلور
سیلویو برلور (انگلیسی: Sylvio Breleur؛ زادهٔ ۱۳ اکتبر ۱۹۷۸) بازیکن فوتبال اهل فرانسه است.
از باشگاه‌هایی که در آن بازی کرده‌است می‌توان به باشگاه فوتبال زولته وارخم و باشگاه فوتبال اوستنده اشاره کرد.
وی همچنین در تیم ملی فوتبال گویان فرانسه بازی کرده‌است.